# Languedoc

Flagge des Languedoc

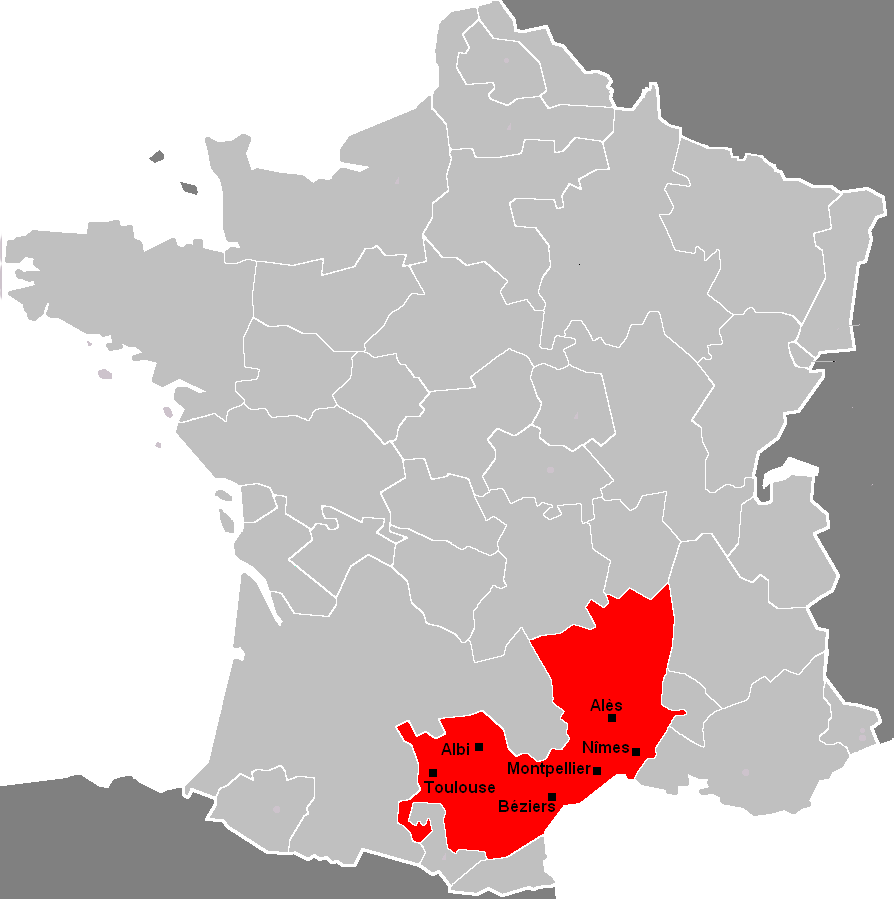
Lage des Languedoc in Frankreich

Heutige Verwaltungsgliederung des Languedoc in Départements

Das Languedoc [lɑ̃ɡ(ə)dɔk] (von frz. langue „Sprache“ und okzitanisch oc „ja“, frz. oui) ist eine historische französische Provinz. Sie umfasste den mittleren Teil Südfrankreichs zwischen der Rhone als Grenze zur Provence und der Garonne als Grenze zur Gascogne. Ihr Territorium umfasste den größeren Teil der heutigen Region Okzitanien sowie das Département Ardèche und Teile des Départements Haute-Loire, beide heute Teil der Region Auvergne-Rhône-Alpes. Ihre Hauptstadt war Toulouse.

## Städte
Das Gebiet hat eine Bevölkerung von etwa vier Millionen Einwohnern. Die wichtigsten Städte sind – neben der einstigen Hauptstadt Toulouse – Montpellier, Nîmes, Béziers, Narbonne, Albi, Carcassonne und Sète.

## Konfessionen
Nordost von Languedoc und daran angrenzende Teile des Delfinats stellen bis heute die Hauptkonzentration (ortsabhängig bis zu 5 %) von reformierten Protestanten innerhalb Frankreichs.

## Landwirtschaft
Das Weinbaugebiet Languedoc blickt auf eine lange Tradition zurück. Im 19. und 20. Jahrhundert gab es mehrere einschneidende Veränderungen im Anbau. Durch Reblaus und Falschen Mehltau wurde der Anbau stark geschädigt; erst in den 1960er Jahren begann man mit dem gezielten Ausbau ertragreicher Sorten. Die Region wurde zwar wieder ein bedeutender Weinproduzent, dem Wein haftete aber das Image eines „Billigweins“ an. Das Languedoc war bis in die 1970er Jahre hauptverantwortlich für einen EG-weiten Produktionsüberschuss, der als „Weinsee“ bekannt wurde.
In den 1970er Jahren begann man sich auch wieder auf Qualitätsweine zu besinnen; es wurden und werden teils sehr gute Weine hergestellt. Diese Entwicklung wird von vielen Weinkritikern anerkannt; sie stellen heute einige Weine des Languedoc qualitativ mit den besten Weinen aus Bordeaux gleich. Insgesamt produziert das Languedoc mehr als ein Drittel aller französischen Trauben. Des Weiteren werden Oliven, Obst und Reis angebaut. Im Bergland werden Schafe und Ziegen für Fleisch und Käse gezüchtet. Im Küstenbereich wird viel Fisch gefangen, ebenso Schalentiere. Das Gebiet ist ein beliebtes touristisches Ziel.

## Archäologie
Im Languedoc wurde eine außerordentlich gut erhaltene eisenzeitliche Nekropole entdeckt. Sie bezeugt die im Westen übliche Feuerbestattung. 235 kleine Hügel aus Erde und Stein, die im inneren mit schweren Steinplatten verschlossen sind, charakterisieren die Grabstätten. Etwa 4000 Gefäße und 600 Metallobjekte wurden bisher gefunden.

## Geschichte
Die Mittelmeerküste des Languedoc wurde bereits in der Antike durch die Griechen, Phönizier und Römer besiedelt und durch die Alamannen, Vandalen, Westgoten und Sarazenen erobert.
Der Name Languedoc leitet sich vom Okzitanischen ab (französisch: Langues d’oc); diese regionale romanische Sprache war vor der französischen Zeit die Landessprache, siehe auch Languedokische Sprache.

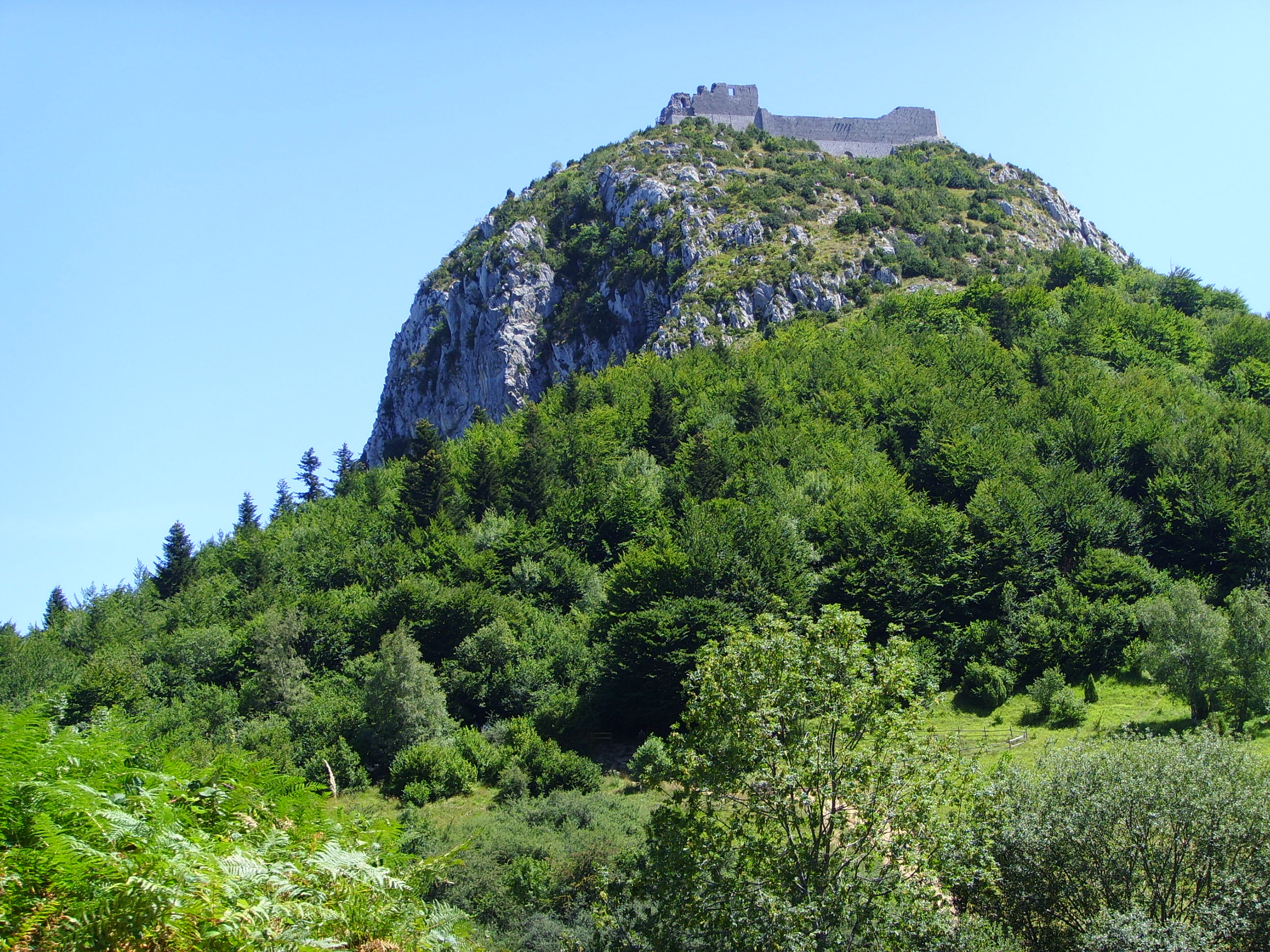
Berg und Burg Montségur

Im Mittelalter war die durch Karl den Großen etablierte Grafschaft Toulouse die beherrschende Macht im Languedoc. Sie wurde seit dem 12. Jahrhundert das Zentrum der religiösen Bewegung der Katharer. Die römisch-katholische Kirche erklärte sie zu Häretikern und ging im Albigenserkreuzzug (1209–29) gegen sie vor. Die Kämpfe setzten sich danach fort. Die Burg Montségur wurde zu einem Refugium der katharischen Kirche. Mit Unterstützung der französischen Krone begann 1243 die Belagerung des Montségur durch Soldaten und Kreuzritter. Die Bewohner der Burg wurden 1244 vor die Wahl gestellt, entweder ihrem Glauben abzuschwören oder auf dem Scheiterhaufen zu enden. 225 Katharer, darunter ihr Bischof, wurden verbrannt.
Mit der Verheiratung der Erbin der Grafschaft mit einem Bruder des französischen Königs kam die Grafschaft im Jahr 1229 unter die Herrschaft einer Nebenlinie der Kapetinger. 1271 endete diese Linie und die Grafschaft wurde als Provinz Languedoc der direkten Herrschaft des Königs unterstellt. Seit 1346 vertrat eine Ständeversammlung, die États de Languedoc, die regionalen Interessen des Adels, des Klerus und der Städte gegenüber dem König. Mit der Integration in das Königreich Frankreich begann ein Prozess der Zurückdrängung der heimischen Sprache und Kultur zugunsten derjenigen von Paris. Die okzitanische Sprache wurde im 16. Jahrhundert aus dem schriftlichen und seit dem 19. Jahrhundert weitgehend auch aus dem mündlichen Sprachgebrauch verdrängt.
Die außergewöhnliche binnenländische Wasserstraße Canal du Midi aus dem 17. Jahrhundert, die den Atlantik mit dem Mittelmeer verbindet, wurde 1996 in die UNESCO-Liste der Stätten des Weltkulturerbes aufgenommen. Am Kanal finden sich beeindruckende Bauwerke, zum Beispiel die Schleusentreppe Fonserannes in der Nähe von Béziers, dem Geburtsort des Kanal-Begründers Pierre-Paul Riquet.